# پراکندگی نور
پراکندگی نور نوعی از پراکندگی است که در آن نور در قالب انرژی منتشره پراکنده است. بیشتر اشیا هنگامی دیده می‌شوند که پراکندگی نور به سطح آنان بتابد و در واقع نخستین مکانیسم دیدن فیزیکی می‌باشد.

## برای مطالعهٔ بیشتر
- P. W. Barber, S. S. Hill: Light scattering by particles: Computational methods. Singapore, World Scientific, 1990.
- G. Mie, “Beiträge zur Optik trüber Medien, speziell kolloidaler Metallösungen,” Leipzig, Ann. Phys. 330, 377–445 (1908)
- M. Mishchenko, L. Travis, A. Lacis: Scattering, Absorption, and Emission of Light by Small Particles, Cambridge University Press, 2002.